# Иоганн Швабский
Иоганн Швабский (нем. Johann von Schwaben), прозванный Паррицида (лат. Parricida — отцеубийца, убийца старшего родственника; 1290 — 1313, Пиза) — сын герцога Рудольфа II Швабского, внук короля Германии Рудольфа I Габсбурга.

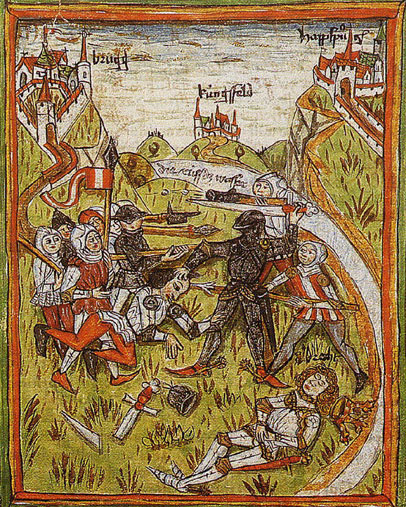
Убийство Альбрехта I.

После ранней смерти родителей Иоганн воспитывался при дворе дяди, германского короля Альбрехта I. По достижении совершеннолетия неоднократно заявлял о своих правах на габсбургские земли, Чехию, особенно на личное владение его матери (дочери чешского короля Пржемысла Оттокара II), графство Кибург. В соответствии с договором 1283 года отец Иоганна, Рудольф II, отказался от своих прав на австрийское наследство под обещание брата Альбрехта I передать ему другие территории. Это обещание выполнено не было, поэтому Иоганн вступил в заговор с несколькими верхнешвабскими рыцарями, которые также были недовольны королём.
1 мая 1308 года на берегу реки Рейсс в Швейцарии у городка Виндиш заговорщики атаковали Альбрехта I, отставшего от своей свиты, и убили его, раскроив ему череп. Иоганн смог бежать и избегнуть мести сыновей короля.
Дальнейшая судьба Иоганна не совсем ясна. По одному преданию, он был прощен папой Климентом V и умер августинским монахом в Пизе, по другому — в 1313 году встретился с императором Генрихом VII и просил о прощении; по третьей версии, Иоганн жил монахом в замке Эйген и лишь перед смертью, в 1368 году, дал себя узнать. Император Генрих VII вскоре после своего вступления на германский престол объявил опалу убийце своего предшественника.
История Иоганна Швабского нашла своё отражение в пьесе Шиллера «Вильгельм Телль».